# Thomas Dreßen
Thomas Dreßen (ur. 22 listopada 1993 w Garmisch-Partenkirchen) – niemiecki narciarz alpejski, dwukrotny medalista mistrzostw świata juniorów.

## Kariera
Po raz pierwszy na arenie międzynarodowej Thomas Dreßen pojawił się 1 grudnia 2008 roku w Kaunertal, gdzie w zawodach uniwersyteckich zajął 48. miejsce w slalomie. W 2011 roku wystartował na mistrzostwach świata juniorów w Crans-Montana, gdzie jego najlepszym wynikiem było 21. miejsce w zjeździe. Podczas rozgrywanych rok później mistrzostw świata juniorów w Roccaraso zdobył srebrny medal w gigancie. W zawodach tych rozdzielił na podium Norwega Henrika Kristoffersena oraz Žana Kranjca ze Słowenii. Na tej samej imprezie był też między innymi czwarty w kombinacji, przegrywając walkę o medal z Krajncem. Kolejny medal zdobył na rozgrywanych dwa lata później mistrzostwach świata juniorów w Jasnej, gdzie był drugi w zjeździe. Uplasował się tam między Norwegiem Adrianem Smisethem Sejerstedem a Austriakiem Marco Schwarzem. Był tam także czwarty w gigancie, w którym walkę o podium przegrał o 1,85 sekundy z Rasmusem Windingstadem z Norwegii.
W zawodach Pucharu Świata zadebiutował 21 lutego 2015 roku w Saalbach, zajmując 39. miejsce w zjeździe. Pierwsze pucharowe punkty wywalczył 28 listopada 2015 roku w Lake Louise, gdzie zajął 23. miejsce w tej samej konkurencji. Na podium zawodów tego cyklu po raz pierwszy stanął 2 grudnia 2017 roku w Beaver Creek, kończąc rywalizację w zjeździe na trzeciej pozycji. Wyprzedzili go tam tylko Aksel Lund Svindal z Norwegii i Szwajcar Beat Feuz. W sezonie 2017/2018 zajął trzecie miejsce w klasyfikacji zjazdu. W tej samej klasyfikacji był też drugi w sezonie 2019/2020, ulegając jedynie Feuzowi.
W 2015 roku został mistrzem Niemiec w zjeździe i superkombinacji. W 2017 roku wystąpił na mistrzostwach świata w Sankt Moritz, gdzie zajął między innymi dwunaste miejsce w zjeździe i czternaste w superkombinacji. W 2018 roku wystartował na igrzyskach olimpijskich w Pjongczangu, zajmując piąte miejsce w zjeździe, dziewiąte w superkombinacji i dwunaste w supergigancie.

## Osiągnięcia

### Igrzyska olimpijskie
| Miejsce | Dzień     | Rok  | Miejscowość | Konkurencja     | Czas biegu | Strata | Zwycięzca          |
| ------- | --------- | ---- | ----------- | --------------- | ---------- | ------ | ------------------ |
| 9.      | 13 lutego | 2018 | Pjongczang  | Superkombinacja | 2:06,52    | +2,44  | Marcel Hirscher    |
| 5.      | 15 lutego | 2018 | Pjongczang  | Zjazd           | 1:40,25    | +0,78  | Aksel Lund Svindal |
| 12.     | 16 lutego | 2018 | Pjongczang  | Supergigant     | 1:24,44    | +1,07  | Matthias Mayer     |

### Mistrzostwa świata
| Miejsce | Dzień     | Rok  | Miejscowość       | Konkurencja     | Czas biegu | Strata | Zwycięzca          |
| ------- | --------- | ---- | ----------------- | --------------- | ---------- | ------ | ------------------ |
| DNF     | 9 lutego  | 2017 | Sankt Moritz      | Supergigant     | 1:25,38    | -      | Erik Guay          |
| 12.     | 12 lutego | 2017 | Sankt Moritz      | Zjazd           | 1:38,91    | +0,88  | Beat Feuz          |
| 14.     | 13 lutego | 2017 | Sankt Moritz      | Superkombinacja | 2:26,33    | +1,20  | Luca Aerni         |
| 18.     | 14 lutego | 2021 | Cortina d’Ampezzo | Zjazd           | 1:37,79    | +1,68  | Vincent Kriechmayr |

### Mistrzostwa świata juniorów
| Miejsce | Dzień       | Rok  | Miejscowość   | Konkurencja     | Czas biegu | Strata     | Zwycięzca                |
| ------- | ----------- | ---- | ------------- | --------------- | ---------- | ---------- | ------------------------ |
| 32.     | 30 stycznia | 2011 | Crans-Montana | Gigant          | 2:19,62    | +5,79      | Alexis Pinturault        |
| DNF1    | 31 stycznia | 2011 | Crans-Montana | Slalom          | 1:28,54    | -          | Reto Schmidiger          |
| 21.     | 3 lutego    | 2011 | Crans-Montana | Zjazd           | 1:37,34    | +2,19      | Boštjan Kline            |
| 34.     | 4 lutego    | 2011 | Crans-Montana | Supergigant     | 1:22,44    | +3,05      | Boštjan Kline            |
| 9.      | 2 marca     | 2012 | Roccaraso     | Zjazd           | 1:11,99    | +1,36      | Ryan Cochran-Siegle      |
| 7.      | 3 marca     | 2012 | Roccaraso     | Supergigant     | 1:02,73    | +0,97      | Ralph Weber              |
| 2.      | 7 marca     | 2012 | Roccaraso     | Gigant          | 2:39,50    | +0,75      | Henrik Kristoffersen     |
| 24.     | 9 marca     | 2012 | Roccaraso     | Slalom          | 1:38,44    | +6,98      | Santeri Paloniemi        |
| 4.      | 9 marca     | 2012 | Roccaraso     | Kombinacja      | 31,49 pkt  | +40,98 pkt | Ryan Cochran-Siegle      |
| 29.     | 22 lutego   | 2013 | Québec        | Zjazd           | 1:30,95    | +3,20      | Nils Mani                |
| 36.     | 24 lutego   | 2013 | Québec        | Supergigant     | 58,49      | +2,18      | Thomas Mayrpeter         |
| DNF1    | 25 lutego   | 2013 | Québec        | Gigant          | 2:20,75    | -          | Aleksander Aamodt Kilde  |
| DNF2    | 26 lutego   | 2013 | Québec        | Slalom          | 1:59,40    | -          | Manuel Feller            |
| DNS2    | 26 lutego   | 2014 | Jasná         | Superkombinacja | 2:21,69    | -          | Matteo De Vettori        |
| 38.     | 26 lutego   | 2014 | Jasná         | Supergigant     | 1:30,63    | +2,57      | Marco Schwarz            |
| 2.      | 2 marca     | 2014 | Jasná         | Zjazd           | 1:17,31    | +0,02      | Adrian Smiseth Sejersted |
| 4.      | 4 marca     | 2014 | Jasná         | Gigant          | 2:03,14    | +3,05      | Henrik Kristoffersen     |
| 19.     | 5 marca     | 2014 | Jasná         | Slalom          | 1:37,21    | +4,31      | Henrik Kristoffersen     |

### Puchar Świata

#### Miejsca w klasyfikacji generalnej
- sezon 2014/2015: -
- sezon 2015/2016: 109.
- sezon 2016/2017: 68.
- sezon 2017/2018: 8.
- sezon 2018/2019: 89.
- sezon 2019/2020: 9.

#### Miejsca na podium w zawodach
1. Beaver Creek – 2 grudnia 2017 (zjazd) – 3. miejsce
2. Kitzbühel – 20 stycznia 2018 (zjazd) – 1. miejsce
3. Kvitfjell – 10 marca 2018 (zjazd) – 1. miejsce
4. Åre – 15 marca 2018 (supergigant) – 3. miejsce
5. Lake Louise – 30 listopada 2019 (zjazd) – 1. miejsce
6. Val Gardena – 20 grudnia 2019 (supergigant) – 3. miejsce
7. Wengen – 18 stycznia 2020 (zjazd) – 3. miejsce
8. Garmisch-Partenkirchen – 1 lutego 2020 (zjazd) – 1. miejsce
9. Saalbach-Hinterglemm – 13 lutego 2020 (zjazd) – 1. miejsce
10. Saalbach-Hinterglemm – 14 lutego 2020 (supergigant) – 3. miejsce